# 司法黃牛
司法黃牛是利用關係與職權來達成司法或行政機關之目的，也就是不正當的勾結，但大多數都是詐欺，或辦事不利的吹牛者，常見的有賄賂、挲圓仔湯，如果這種風氣一但盛行，長久下來是會造成社會動盪，人們更多的不幸。
接觸司法黃牛的人，弊大於利，因為長久在此領域之人，良心與同理心幾乎會消耗殆盡，（或天生就沒有）就算事情辦成了，隨著時間的推移，隱患危機伴隨而來，除了個人資料的安全，自然權利、生命與財產的保障，或許有一天自己良心發現了還要受到良心譴責的痛苦，若事情沒辦妥當更是賠了夫人又折兵，請鬼拿藥單，事情越弄越遭。